# Байтермишка
Байтермишка — река в России, правый приток Сока. Протекает в Клявлинскому району Самарской области. Устье реки находится в 259 км по правому берегу реки Сок, в районе бывшей деревни Воскресенка. Длина реки составляет 16 км.
Имеет левый приток — реку Сумышка.

## Этимология
Первично название села Старый Байтериш, через который протекает река. Название села происходит от тюркского имени Байтермиш.

## Данные водного реестра
По данным государственного водного реестра России относится к Нижневолжскому бассейновому округу, водохозяйственный участок реки — Сок от истока и до устья. Речной бассейн реки — Волга от верховий Куйбышевского вдхр. до впадения в Каспий.
Код объекта в государственном водном реестре — 11010000612112100005709.